# Juan Enrique Dos Santos
Juan Enrique Dos Santos fue un luchador profesional argentino, famoso por personificar a  El Gitano Ivanoff y a La Momia a en Titanes en el Ring.

## Biografía

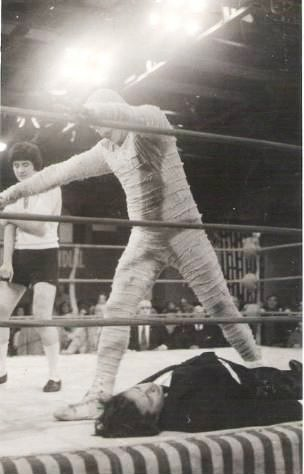
Juan Enrique Dos Santos personificando a La Momia (1972)

Dos Santos comenzó su carrera hacia mediados de los años 60, en la troupe Martín Karadagián que lo había contratado para personificar al Gitano Ivanoff. En 1968 le tocó reemplazar a Iván Kowalski en la personificación de La Momia, el personaje más temerario creado por Titanes.
Juan Enrique Dos Santos murió tragicamente en un accidente automovilístico ocurrido en el año 1974.